# Colonia las Águilas de los Tehuixtles
Colonia las Águilas de los Tehuixtles är en ort i Mexiko.   Den ligger i kommunen Temixco och delstaten Morelos, i den sydöstra delen av landet, 70 km söder om huvudstaden Mexico City. Colonia las Águilas de los Tehuixtles ligger 1 284 meter över havet och antalet invånare är 154.
Terrängen runt Colonia las Águilas de los Tehuixtles är kuperad västerut, men österut är den platt. Runt Colonia las Águilas de los Tehuixtles är det ganska tätbefolkat, med 120 invånare per kvadratkilometer. Närmaste större samhälle är Cuernavaca, 9,1 km norr om Colonia las Águilas de los Tehuixtles. I omgivningarna runt Colonia las Águilas de los Tehuixtles växer huvudsakligen savannskog.